# 佐藤貞雄 (政治家)
佐藤 貞雄（さとう さだお、1860年9月25日（万延元年8月11日） - 1914年（大正3年）11月25日）は、日本の政治家、衆議院議員（1期）。

## 経歴
新潟県出身。南条義塾で学ぶ。農業を営み、北条村戸長、北条村(のち北条町→柏崎市)会議員、刈羽郡会議員、同議長、新潟県会議員となる。また、日東石油(株)専務取締役、東源石油(株)社長を務めた。
1908年の第10回衆議院議員総選挙において新潟県郡部から憲政本党公認で立候補して当選。衆議院議員を1期務め、1912年の第11回衆議院議員総選挙には出馬しなかった。1914年死去。